# Beinisvørð

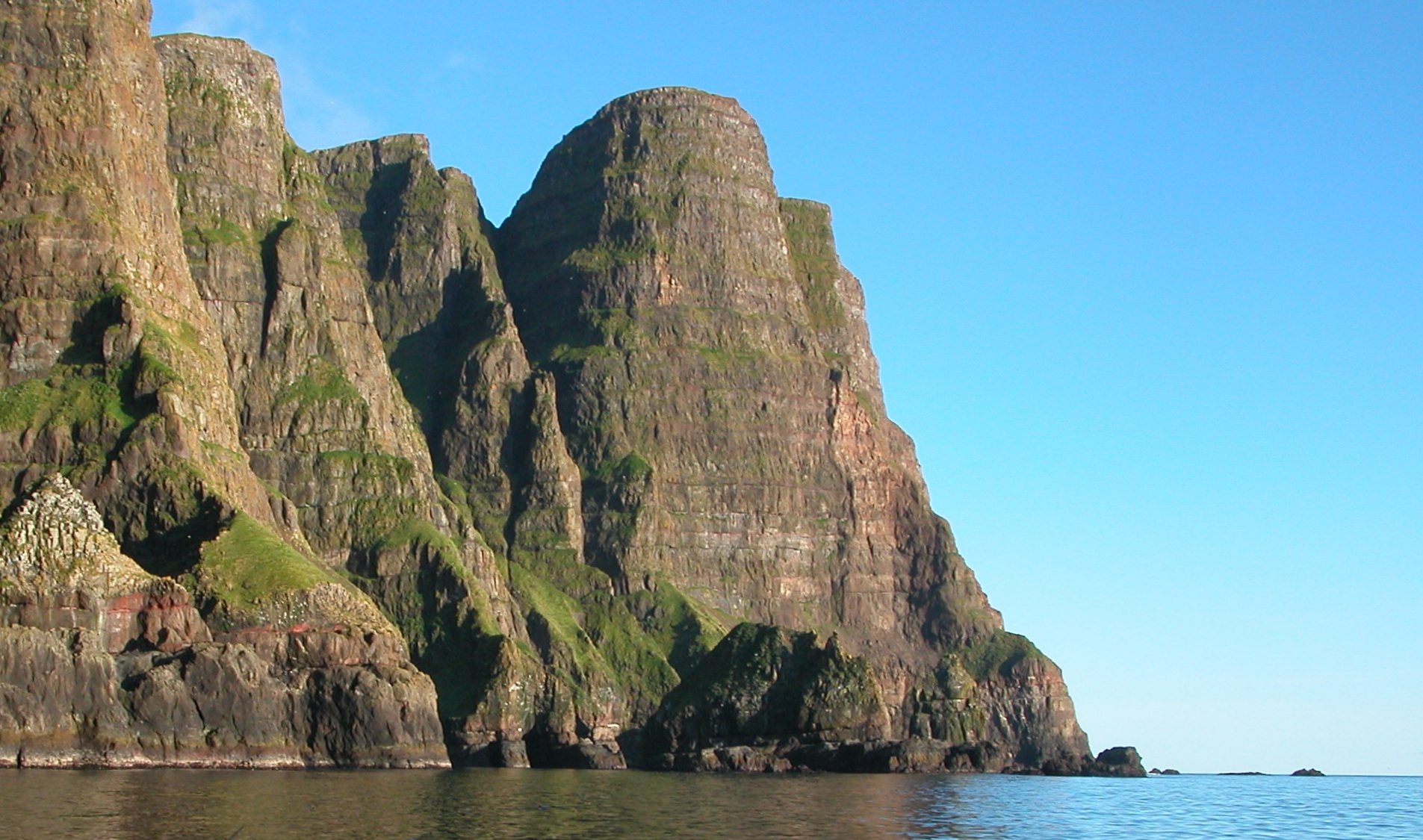
A Beinisvørð a tenger felől

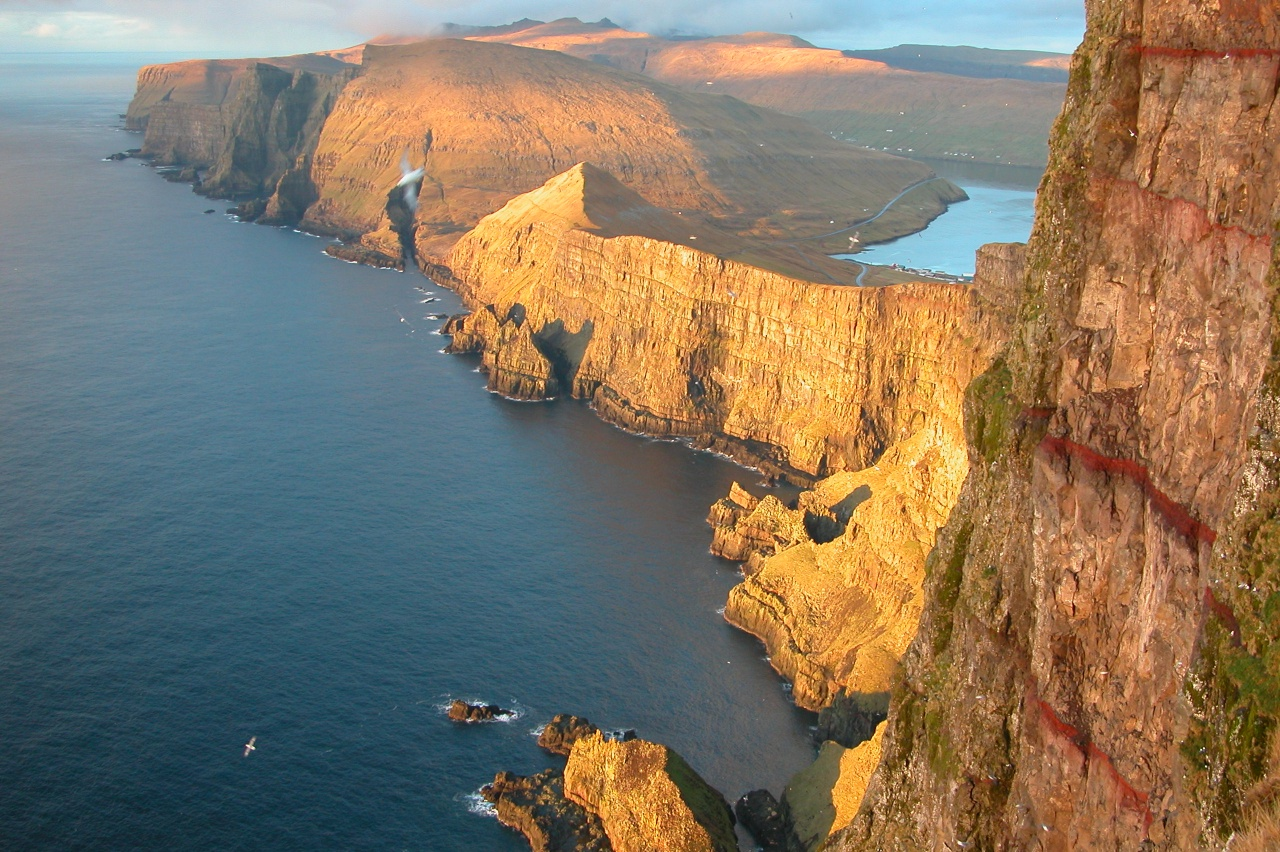
Suðuroy nyugati partja a Beinisvørðről nézve

A Beinisvørð Feröer második legmagasabb hegyfoka: 470 m magasan emelkedik ki a tengerből Suðuroy nyugati partján. Geológiailag az abráziós partok közé tartozik.
A hegyfok a helyiek számára fontos élelemforrás is. Az itt található madársziklákhoz a közeli Sumba lakói minden évben kijárnak madarakat fogni és tojásokat gyűjteni, és már többen is életüket vesztették a meredek sziklákon. 1975-ben a hegyfok egy része a tengerbe szakadt.

## Közlekedés
A Sumba és Lopra közötti régi hegyi úton közelíthető meg. Nem messze tőle északra ágazik el az út Víkarbyrgi felé.

## Kultúra
A Beinisvørð Feröer egyik leglenyűgözőbb hegye, és a költők körében is nagy tiszteletnek örvendett. Janus Djurhuus (1881-1948) egyik Nólsoyar Pállról szóló versében a nemzeti függetlenség szimbólumaként jelenik meg. Poul F. Joensen (1898-1970) sumbai költő a Haza szimbólumaként használja, annak őrző szellemeként.